# Christina Fris
Christina Fris, född Nordström 1757, död 29 januari 1835 i Sankt Nikolai församling, Stockholms stad, var en svensk tobaksfabrikör och grosshandlare.

## Biografi
Christina Fris var dotter till tobaksfabrikören Anders Nordström och Maria Elisabeth Söderman samt gifte sig 1777 med Carl Magnus Fris. Paret fick fem söner och två döttrar. Hennes syster Maria, avliden 1822, gifte sig samtidigt med hennes svåger Petter Frisson Dimander, som dog 1789.
År 1788 övertog hennes make Carl Magnus Fris (tillsammans med sin bror Petter och sin syster Maria Christina Dimander (död 1828) make Johan Bucht) genom gåvobrev två tobaksfabriker och ett tobakspinneriprivilegium av sin mor Anna Dimander (död 1792); efter Petters död 1789 införlivades dessutom Christinas fars tobaksfabrik i firman, som 1792 fick namnet Anna Dimander & son. Paret ägde ett flertal hus i Stockholm, Törefors järnbruk och sågverk i Norrbotten och en del av Bjurfors mässingsbruk. De bodde vid Skeppsbron och Waldemarsudde; Frisens park har fått sin namn efter dem.

### Affärsverksamhet
Vid makens död 1808 övertog hon en förmögenhet på 36 794 riksdaler banco men en årsinkomst på 2 500 riksdaler. Hon övertog tillsammans med sonen Gustaf Adolf makens andel av tobaksfirman: de övriga ägarna var då hennes svägerskas make Johan Bucht och son Carl samt hennes syster Maria Frisson Dimander och hennes söner Anders och Carl. Efter Johan Buchts död 1812 övertogs hela företaget av enbart Christina Fris, hennes syster Maria Frisson Dimander och deras svägerska Maria Christina Bucht. Att tre kvinnor tillsammans ledde ett storföretag var närmast unikt i det dåtida Sverige; Anna Elisabeth Wetterlings och hennes systrars kompanjonskap är ett av få andra exempel. Från 1828 skötte Christina Fris företaget ensam tills det avvecklades 1832. Vid sidan av tobaksföretaget skötte hon även ensam grosshandeln till sin död och avsatte genom den varorna från sågverket och järnbruket. Hon efterlämnade vid sin död 85 133 riksdaler banco.
Under tidsperioden 1750–1820 var Christina Fris, tillsammans med Anna Maria Wretman och Anna Maria Brandel, de största kvinnliga köpmännen i Stockholm. Hennes verksamhetsperiod under det tidiga 1800-talet var en tid då kvinnligt företagande var som lägst: sedan 1700-talets vana att se kvinnor som en självklar del av familjeaffärerna blivit omodern, och före den fria företagsamhetens införande under andra hälften av 1800-talet.